# Lepidiota pumila
Lepidiota pumila är en skalbaggsart som beskrevs av Sharp 1876. Lepidiota pumila ingår i släktet Lepidiota och familjen Melolonthidae. Inga underarter finns listade i Catalogue of Life.